# Alê Youssef
Alexandre de Almeida Youssef (São Paulo, 26 de dezembro de 1974), mais conhecido como Alê Youssef, é gestor cultural brasileiro, ex-Secretário Municipal de Cultura, ex-Coordenador de Juventude de São Paulo e ativista político. Atualmente, é diretor cultural do Complexo Cidade Matarazzo e sócio-fundador da casa de shows Studio SP, ambos em São Paulo.
É também fundador dos espaços culturais Casa do Baixo Augusta e Rivalzinho, da casa de shows Studio RJ,  do bloco de carnaval de rua Acadêmicos do Baixo Augusta e do Overmundo, a primeira página web brasileira a receber o prêmio internacional Golden Nica, a principal premiação do festival Prix Ars Electronica.
Foi colunista político da Revista Trip por mais de uma década, apresentador dos programas Navegador e Mundo Criativo, da GloboNews e também comentarista do Esquenta! da Globo e do Mais São Paulo da rádio CBN.
Atuou como curador de diversos festivais e projetos de fomento cultural pelo país, dentre eles Petrobrás Cultural, Natura Musical, Conexão Vivo, Planeta Terra, Campus Party e Virada Cultural de São Paulo.
É mestre em Filosofia Política pela Universidade Federal do Rio de Janeiro e advogado pela Faculdade de Direito da Universidade Mackenzie. Foi professor de Ética e Cidadania e Política Contemporânea em colégios de São Paulo.
É autor dos livros “Novo Poder – Democracia e Tecnologia” e “Baixo Augusta – A cidade é nossa!”.

## Carreira
Bisneto paterno de um funcionário governamental sírio e neto materno de um pianista de origem italiana, iniciou sua carreira profissional como Presidente do Centro Acadêmico João Mendes Junior, da Faculdade de Direito da Universidade Mackenzie dentre os anos de 1996 e 1997. Em 1999, foi convidado pelo advogado criminalista e ex-ministro da Justiça José Carlos Dias - com quem havia estreitado lanços anteriormente durante a batalha pela criação da cadeira de Direitos Humanos na Faculdade de Direito do Mackenzie - para ser seu assessor especial no Ministério da Justiça.
Dentre os anos de 2001 e 2004, foi Coordenador de Juventude da Prefeitura de São Paulo da gestão da então Prefeita Marta Suplicy. Durante esse período coordenou projetos sociais como o "Mapa da Juventude", processo de mapeamento e identificação de grupos e de comportamento juvenil paulista, e também culturais, como os festivais Agosto Negro de Hip Hop, Lov.e por São Paulo de Música Eletrônica, Rock Cidadania e a Semana Jovem. Entre outras de suas ações criou um edital de fomento para coletivos de ocupação cultural e também políticas e projetos de valorização do skate e do grafite, que resultaram na construção de 64 novas pistas para a pratica do esporte e na realização do São Paulo Capital Grafitti.
A partir de 2005 passou a contribuir com mídias de comunicação e também a dedicar-se a empreendimentos culturais próprios: Studio SP, Overmundo, Acadêmicos do Baixo Augusta, Studio RJ, Rivalzinho e Casa do Baixo Augusta aos quais esteve vinculado por mais de uma década.
Em janeiro de 2019, foi convidado pelo então prefeito de São Paulo, Bruno Covas, para o cargo de Secretário Municipal de Cultura, cargo que ocupou, em sua primeira passagem, até março de 2020. Em 2021, retornou à Secretaria Municipal de Cultura, onde permaneceu até agosto do mesmo ano, quando, após a morte de Bruno Covas, pediu demissão por incompatibilidade ideológica com o novo prefeito Ricardo Nunes.
Ao assumir a Secretária pela primeira vez, Alê definiu como uma de suas prioridades criar um contraponto aos anseios da gestão do presidente Jair Bolsonaro, esse que havia extinguido o Ministério da Cultura recentemente. Ainda em sua primeira passagem, idealizou e promoveu "Festival Verão Sem Censura", que trouxe ao longo de sua programação manifestações culturais como peças, filmes, shows e outras, que até então haviam sofrido algum tipo de censura ou reprovação por parte da gestão do novo presidente.
Dentre algumas de suas ações como Secretário de Cultura estão o planejamento do Modernismo 22 + 100 (Centenário da Semana de Arte Moderna), realizado em 2022, quando já não exercia mais o cargo; as realizações de edições do carnaval de rua e da Virada Cultural Paulista, sendo a de 2019 a maior já realizada no município até então; assim como também atuou na realização dos projetos de arte urbana MAR (Museu de Arte de Rua) e MAR 360º, esse que, em 2021, ganhou repercussão internacional através dos painéis criados pelo grafiteiro Eduardo Kobra.
Também foi responsável pela implementação de projetos como o "São Paulo Capital da Cultura", que estabeleceu um calendário integrado de projetos culturais nos mais variados segmentos, e o "Plano de Amparo à Cultura 2021", através do qual, como resposta aos efeitos da pandemia do covid-19, foram criados diferentes editais, destinados à profissionais e instituições da área cultura, e também antecipado o repasse de verbas por meio de outros já existentes, como o PROMAC.
Durante o período que esteve a frente da Secretária, a mesma foi contemplada por dois Prêmio APCA em 2019, um pela realização do Jornada do Patrimônio, evento que tem por objetivo trazer à população a identidade histórica e memória da cidade de São Paulo, e o outro pelo Show Amarelo de Emicida no Theatro Municipal.
Em janeiro de 2022, assumiu a diretoria cultural do Complexo Cidade Matarazzo a convite de Alexandre Allard, responsável pelo empreendimento.

## Empreendimentos e fundações
Em 2005, fundou com outros sócios a casa de shows Studio SP na Vila Madalena, essa que dois anos depois foi transferida para a região do Baixo Augusta, onde encerrou suas atividades no ano de 2013, sendo reconhecida como uma das principais responsáveis pela valorização da região. Como derivados do Studio SP, Alê fundou o Bloco Acadêmicos do Baixo Augusta em 2009, reconhecido como o maior bloco do carnaval de rua de São Paulo e também, ao lado de antigos e novos sócios, dentre eles Plinio Profeta, inaugurou uma filial da casa de shows em Ipanema, no Rio de Janeiro, o Studio RJ, que permaneceu em atividade entre os anos de 2011 e 2014.
Em 2006, ao lado de Hermano Vianna, Ronaldo Lemos e José Marcelo Zacchi, fundou o Overmundo, site colaborativo multicultural, premiado internacionalmente pelo Prix Ars Electronica.
Em 2016, com o propósito de revitalizar a Cinelândia como região de boemia, fundou o Rivalzinho, pequeno bar externo do Teatro Rival, que promoveu festas de rua e matinês. O espaço foi premiado pelo Veja Rio Comer & Beber no ano de 2017 e deixou de promover suas festas em 2019.
Em 2017, inaugurou a Casa do Baixo Augusta, espaço que funcionou como sede da Associação Cultural Acadêmicos do Baixo Augusta e também como ponto de cultura, tendo a realização de shows, festas, palestras, exibição de filmes, exposições artísticas, oficinas, ensaios de peças teatrais e blocos de carnaval, dentre outros. O espaço foi também palco para um debate, conduzido por Alê, com presidenciáveis que concorreram as eleições de 2018.
Em novembro de 2021, retomou as atividades do Studio SP, ao lado de Alê Natacci e Ronaldo Lemos, feito que o levou a ser contemplado pelo Prêmio Arcanjo de Cultura no mesmo ano.

## Contribuições midiáticas
Em 2005, Alê passou a contribuir com a Revista Trip, onde foi colunista político até 2018.
Em 2012, junto de Marcio Chaer, Rafa de Martins e Caique Rego, estreou como apresentador do "Cartas na Mesa", programa exibido pelo GNT, no qual os apresentadores chamados de "valetes" buscavam responder perguntas sobre sexo e relacionamentos através da recriação de conversas masculinas descontraídas em meio a um jogo de pôquer.
Em 2013, junto dos também fundadores do site Overmundo, Ronaldo Lemos, Hermano Viana e José Marcelo Zacchi, integrou o time de apresentadores do programa semanal sobre inovação "Navegador", exibido pela GloboNews. No programa atuou como âncora, assumindo o intermedio das conversas entre o grupo e seus convidados. Ainda em 2013, passou a integrar a equipe do programa “Esquenta!”, comandado por Regina Casé, onde atuou como comentarista e consultor de conteúdo até 2016.
Já em 2015, ao lado de Maria Prata, apresentou "Mundo Criativo", quadro semanal sobre economia criativa do programa Mundo S/A, exibido pela GloboNews. Em 2017, integrou a equipe de comentaristas do quadro "Mais São Paulo", apresentado por Fabíola Cidral e transmitido pela Rádio CBN.
Produziu e apresentou as séries "Candidate-se!", de 2017 e "Agulha no Palheiro", de 2018, ambas exibidas pela Mídia Ninja através do YouTube. Em 2022 passou a apresentar o podcast "Cultura e Desenvolvimento", idealizado pelo Bloco de Cultura em parceria com a Revista Gama, no qual ao longo de 12 episódios semanais recebeu convidados de diferentes setores para diálogos sobre desenvolvimento cultural, econômico e social do país.

## Carreira como escritor
Como fruto da sua dissertação de mestrado em Filosofia, Alê escreveu seu primeiro livro, "O Novo Poder – Democracia e Tecnologia", onde discorreu sobre a tecnologia tanto como facilitadora quanto como ameaça à democracia. Realizou o lançamento e sessão de autógrafos da obra em uma cerimônia no dia 14 de junho de 2018, na Livraria Argumento, no Leblon, na qual estavam presentes amigos como Joaquim Lopes, Bruno Mazzeo e Alexandre Nero.
Em 2019 publicou a sua segunda obra, “Baixo Augusta – A cidade é nossa!”, através do qual fez um resgate histórico do Baixo Augusta e suas manifestações artísticas. O lançamento e seção de autógrafos foram realizados no dia 21 de fevereiro, daquele ano, na Casa do Baixo Augusta em meio aos acontecimentos do Festival Baixo Augusta, que contou com uma exposição carnavalesca e show do rapper Edgar. Dentre os presentes estavam diversas personalidades da cultura nacional como André Frateschi, KL Jay, Wilson Simoninha, Sabrina Parlatore, Vera Egito, Heitor Dhalia, Marcelo Rubens Paiva, Hugo Possolo, Carol Bueno, Renata Simões e João Suplicy.

## Vida política
Politicamente ativo desde o ensino acadêmico, foi presidente do Centro Acadêmico João Mendes Júnior, da Faculdade de Direito da Universidade Mackenzie, entre 1996 e 1997. Em 1999 foi assessor especial do Ministro da Justiça, Jose Carlos Dias. Durante anos foi afiliado ao Partido dos Trabalhadores, partido pelo qual se candidatou a vereador em 2000. Foi Coordenador de Juventude da Prefeitura de São Paulo, entre 2001 e 2004, na gestão da Prefeita Marta Suplicy. Em 2010 de candidatou a deputado federal pelo Partido Verde. Anos depois, lado de Marina Silva fundou Rede Sustentabilidade.
Em 2016 fundou o movimento Agora!, na ocasião formado por empresários, acadêmicos e ativistas que defendiam a renovação política, porém no ano seguinte anunciou sua saída após aproximação da entidade com o apresentador Luciano Huck, este cotado para disputar as eleições presidenciais em 2018.
Foi apoiador das candidaturas de Fernando Haddad à Prefeitura de São Paulo em 2012  e à Presidência da República em 2018, quando foi um dos mais de 190 mil que assinaram o manifesto “Democracia Sim”, contra a eleição de Jair Bolsonaro, fato que levou seu nome a ser incluso numa lista, que circulou em grupos Whatsapp de seguidores do presidente de direita recém eleito, pedindo o boicote à mais de 700 personalidades.
Entre 2019 e 2021, foi Secretário de Cultura da Cidade de São Paulo na gestão do Prefeito Bruno Covas.

## Vida pessoal
Alê concluiu sua formação básica de ensino nos colégios Rainha da Paz e Pueri Domus. Graduou-se em Direito pela Universidade Mackenzie de São Paulo e concluiu seu mestrado em Filosofia Política pela Universidade Federal do Rio de Janeiro, em 2017.
Durante oito anos foi casado com a atriz Leandra Leal, com quem tem uma filha.

## Obras publicadas
| Ano  | Título                               | Editora    | ISBN              | ref    |
| ---- | ------------------------------------ | ---------- | ----------------- | ------ |
| 2018 | Novo Poder – Democracia e Tecnologia | Letramento | 978-85-9530-088-0 | [ 86 ] |
| 2019 | Baixo Augusta – A cidade é nossa!    | Letramento | 978-85-9530-184-9 | [ 87 ] |

## Prêmios
| Ano  | Prêmio                    | Resultado | Ref    |
| ---- | ------------------------- | --------- | ------ |
| 2021 | Prêmio Arcanjo de Cultura | Venceu    | [ 88 ] |